# Mélo (album)
Pour l’article homonyme, voir Mélo.
Albums de Tiakola
X
(2024)
Singles
1. Étincelle (Maradona)
Sortie : 9 septembre 2021
2. La clé
Sortie : 23 décembre 2021
3. M3lo
Sortie : 21 avril 2022
4. Si j'savais
Sortie : 6 mai 2022
5. Gasolina (feat. Rsko)
Sortie : 30 mai 2022
6. Mode AV (feat. Niska & Gazo)
Sortie : 28 juillet 2022
7. R.I.Peace
Sortie : 14 novembre 2022

Mélo est le premier album studio du rappeur français Tiakola, sorti le 27 mai 2022 sous les labels Wati B et Sony.

## Présentation
Il contient 16 titres, dont cinq featurings, avec les rappeurs Gazo, Niska, Hamza, SDM, Rsko, ce dernier se classant dès sa sortie à la première place du classement français.
L'album a été précédé par la sortie en single de quatre de ses chansons : Étincelle (Maradona), La Clé, M3lo et Si j'savais qui se hisseront, respectivement, à la dix-neuvième, cinquantième, dixième et seizième place. À sa sortie, l'album se classe à la première position du classement français devenant l'album du rappeur à se classer le plus haut et en première semaine il vend 15 000 exemplaires ; son troisième album Vie d'artiste avec son groupe 4Keus s'étant classé en sixième position.

## Contexte et promotion
Le 21 avril 2022, Tiakola annonce l'album via ses comptes de réseaux sociaux. Puis, le 6 mai 2022, Tiakola dévoile la liste des titres de ce premier album solo.

### Singles
Étincelle (Maradona) sert de premier single extrait de l'album et sort avant l'album, le 9 septembre 2021. Il est certifié single de platine en France.
Le deuxième single, La Clé, sort le 23 décembre 2021 et se classe à la cinquantième place du Top Singles à sa sortie.
Le troisième single extrait, intitulé M3lo, sort le 21 avril 2022 et par la même occasion, il annonce le premier album, suivi du quatrième extrait Si j'savais, sorti le 6 mai 2022.
La chanson Gasolina en featuring avec le rappeur français Rsko devient officiellement le cinquième single accompagné d'un clip, le 30 mai 2022. Il se hisse à sa sortie à la première place du Top Singles et est certifié single de diamant en France.
Le clip de Mode AV en collaboration avec Niska et Gazo sort le 28 juillet 2022 et se classe à la sixième place du Top Singles à sa sortie.
Le 14 novembre 2022, est dévoilé le clip de R.I.Peace devenant le septième single de l'album.

## Liste des pistes
| Édition numérique | Édition numérique            | Édition numérique    | Édition numérique                                       | Édition numérique | Édition numérique | Édition numérique | Édition numérique | Édition numérique | Édition numérique |
| No                | Titre                        | Auteur               | Producteur(s)                                           | Durée             |                   |                   |                   |                   |                   |
| ----------------- | ---------------------------- | -------------------- | ------------------------------------------------------- | ----------------- | ----------------- | ----------------- | ----------------- | ----------------- | ----------------- |
| 1.                | 1ntro'p                      | Tiakola              | Twinsmatic                                              | 3:32              |                   |                   |                   |                   |                   |
| 2.                | #TT                          | Tiakola              | - Sectra - Louis the beatmaker - Junior Alaprod - Stork | 2:40              |                   |                   |                   |                   |                   |
| 3.                | Arsenik                      | Tiakola              | - Ponko - Prinzly                                       | 3:28              |                   |                   |                   |                   |                   |
| 4.                | Parapluie                    | Tiakola              | Amine Farsi                                             | 4:05              |                   |                   |                   |                   |                   |
| 5.                | La clé                       | Tiakola              | - Boumidjal - D1gri                                     | 2:53              |                   |                   |                   |                   |                   |
| 6.                | Mode AV (feat. Niska & Gazo) | Tiakola, Niska, Gazo | - Heezy Lee - Spectra                                   | 3:13              |                   |                   |                   |                   |                   |
| 7.                | Si j'savais                  | Tiakola, Dinos       | - Ever Mihigo - Aloïs Zandry - Some-1ne - Machynist     | 3:43              |                   |                   |                   |                   |                   |
| 8.                | Meuda                        | Tiakola              | Oath                                                    | 2:34              |                   |                   |                   |                   |                   |
| 9.                | Gasolina (feat. Rsko)        | Tiakola, Rsko        | Shiruken Music                                          | 3:03              |                   |                   |                   |                   |                   |
| 10.               | Soza                         | Tiakola              | Nyadjiko                                                | 3:41              |                   |                   |                   |                   |                   |
| 11.               | Riri / No Camera             | Tiakola              | - Washy - Nyadjiko - StillNas                           | 5:58              |                   |                   |                   |                   |                   |
| 12.               | M3lo                         | Tiakola              | - Muijiza - XAVii - Shiruken Music                      | 2:19              |                   |                   |                   |                   |                   |
| 13.               | Atasanté (feat. Hamza)       | Tiakola, Hamza       | Ponko                                                   | 3:35              |                   |                   |                   |                   |                   |
| 14.               | Roro (feat. SDM)             | Tiakola, SDM         | - Boumidjal - HoloMobb                                  | 3:15              |                   |                   |                   |                   |                   |
| 15.               | Coucher de soleil            | Tiakola              | - Habib Defoundoux - Junior Alaprod                     | 4:25              |                   |                   |                   |                   |                   |
| 16.               | R.I.Peace                    | Tiakola              | - Flem - Yamaica - Jay 4LIFE - D1gri                    | 3:46              |                   |                   |                   |                   |                   |
| 55:58             |                              |                      |                                                         |                   |                   |                   |                   |                   |                   |

| Bonus Tracks (Édition CD) | Bonus Tracks (Édition CD) | Bonus Tracks (Édition CD) | Bonus Tracks (Édition CD)                                     | Bonus Tracks (Édition CD) | Bonus Tracks (Édition CD) | Bonus Tracks (Édition CD) | Bonus Tracks (Édition CD) | Bonus Tracks (Édition CD) | Bonus Tracks (Édition CD) |
| No                        | Titre                     | Auteur                    | Producteur(s)                                                 | Durée                     |                           |                           |                           |                           |                           |
| ------------------------- | ------------------------- | ------------------------- | ------------------------------------------------------------- | ------------------------- | ------------------------- | ------------------------- | ------------------------- | ------------------------- | ------------------------- |
| 18.                       | Interlude                 | Tiakola                   | - Stork - Wavy-n - Tyron808 - Kayne - WaveMakers - SHABZBEATZ | 3:24                      |                           |                           |                           |                           |                           |
| 19.                       | M4rio de Kin              | Tiakola                   | Boumidjal                                                     | 3:35                      |                           |                           |                           |                           |                           |
| 20.                       | Changera pas              | Tiakola                   | Boumidjal                                                     | 2:53                      |                           |                           |                           |                           |                           |
| 47:58                     |                           |                           |                                                               |                           |                           |                           |                           |                           |                           |

## Titres certifiés en France
- Gasolina (feat. Rsko)  Diamant[14]
- La Clé  Diamant[18]
- Mode AV (feat. Niska & Gazo)  Diamant[19]
- Meuda  Diamant[20]
- Atasanté (feat. Hamza)  Diamant[21]
- Si j'savais  Diamant [22]
- M3lo  Diamant
- Roro (feat. SDM)  Platine[23]
- Riri / No camera  Platine [24]
- Étincelle - Maradonna  Platine [25]
- Parapluie  Platine [26]
- Soza  Platine [27]
- Coucher de soleil  Or
- R.I.Peace  Or

## Clips vidéo
- Étincelle (Maradona) : 9 septembre 2021
- La Clé : 23 décembre 2021
- M3lo : 21 avril 2022
- Si j'savais : 6 mai 2022
- Gasolina (feat. Rsko) : 30 mai 2022
- Mode AV (feat. Niska, Gazo) : 28 juillet 2022
- R.I.Peace : 14 novembre 2022
- Parapluie : 16 novembre 2022
- Meuda : 22 mai 2023

## Classements et certifications

### Classements hebdomadaires
| Classement (2020)            | Meilleure position |
| ---------------------------- | ------------------ |
| Belgique (Flandre Ultratop)  | 40                 |
| Belgique (Wallonie Ultratop) | 2                  |
| France (SNEP)                | 1                  |
| France (SNEP Physique)       | 16                 |
| Suisse (Schweizer Hitparade) | 7                  |

### Certifications
| Région                                                                                                 | Certification | Ventes/Streams |
| --- | ------------- | -------------- |
| France (SNEP)                                                                                          | 3 × Platine   | 400 000*       |
| *Ventes selon la certification ^Mise en rayon selon la certification xNon précisé par la certification |               |                |